# Д'єдонне де Гозон
Д'єдонне де Гозон (фр. Dieudonné de Gozon; д/н — 7 грудня 1353) — 26-й великий магістр ордену госпітальєрів у 1346—1353 роках, та третій магістр після переміщення ордену з Кіпру на Родос.

## Життєпис

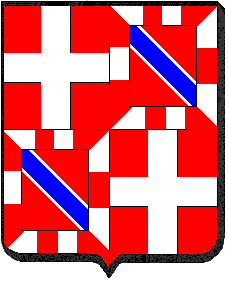
Герб Д'єдонне де Гозона

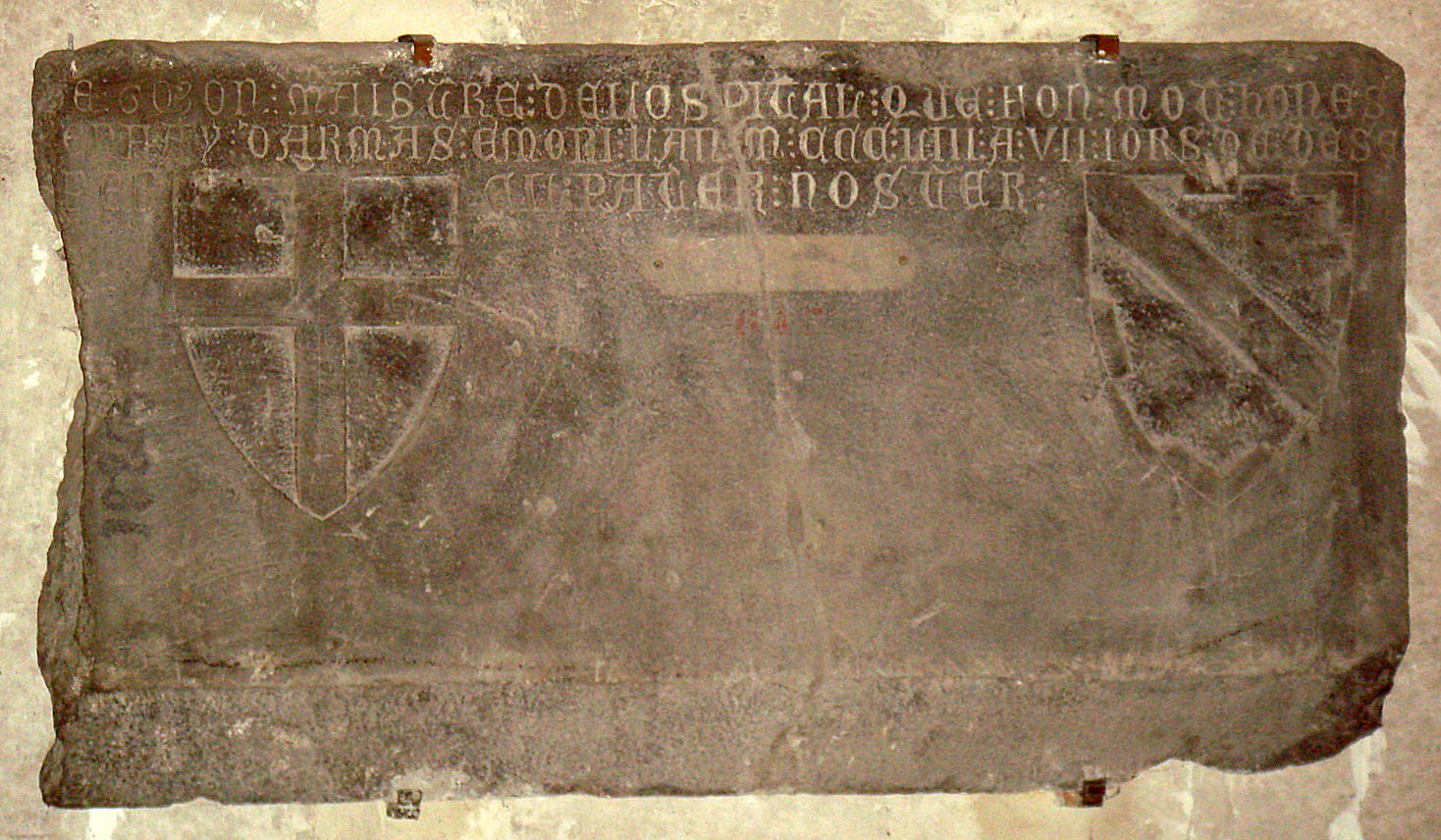
Могильна плита

Походив зі старовиного шляхетського роду Гозон з графства Руерг (Лангедок). Народився у замку Гозон. Його родинна мала тісні зв'язки з орденом госпітальєрів. Про його батьків та початкову діяльність в ордені госпітальєрів обмаль відомостей.
Перша згадка припадає на 1324 рік. На той час де Гозон перебував у почті великого магістра Еліона де Вільнева, що прибув до Авіньйону. 1332 року разом з останнім прибув на Родос. 1337 року стає великим командором.
1346 року обирається великим магістром ордену. Поновив активну підготовку для боротьби з флотами бейліків Айдин і Сарухан. У травні 1347 року біля островів Лемнос і Імброс орденський флот під керівництвом Д'єдонне де Гозона переміг з'єднаний айдино-саруханський флот, захопивши чималу здобич. У 1348 році за допомогою генуезців було захоплено місто Керасунт у Трапезундської імперії. У 1348—1349 роках в союзі з Костандіном IV, королем Кілікії, було завдано поразки мамлюкам з Алеппо. Влітку 1350 року для продовження боротьби з бейліками відновив лігу з Кіпром і Венецією. Але через суперечності її було розпущено 1351 року.
Разом з тим невдовзі стикнувся з декількома труднощами: пріори Данії, Норвегії і Швеції фактично вийшли з-під влади великого магістра. Водночас війна між Генуєю і Венецією 1350—1355 років створила конфлікту ситуацію в середовищі ордену, оскільки там були лицарі-генуезці і венеційці. Не в змозі протидіяти розгардіяшу, 1353 року отримав від Папського престолу дозвіл вийти у відставку, але ще до того раптово помер. Новим великим магістром став П'єр де Корнеян.

## У легендах
В печері біля підніжжя гори св. Стефана на Родосі мешкав дракон. Прочани, які йшли повз церкву Св. Стефана до церкви Філерімос, часто пропадали. багато лицарів намагалися здолати дракона, але марно. Зрештою Д'єдонне де Гозон здобув перемогу над ним, уславивши серед братчиків і населення. Згідно з хроніками цей бій відбувся близько 1342 року. Вперше в хроніках згадоно в 1346 році.
На думку дослідників це міг був реальний бій з якоюсь твариною (можливо крокодил), що в легендах перетворилася на дракона. На підтвердження цьому є свідчення наявності великої голови якоїсь тварини на брамі Родоської фортеці, яка залишалася там до 1839 року. За іншою версією — скеля дивної форми породила в уяві людей історію про дракона, вбитого героїчним лицарем в старовину (цьому відповідаю античні легенди про драконів з Родоса і Коса), і цей лицар був згодом чомусь ототожнений з Д'єдонне де Гозоном. За ще однією — є вигадкою родича де Гозона, якою той намагався уславити того, її своєю чергою привнесено з Провансу, де відома легенда про дракона Тараска.